# Teddy Wilson
Teddy Wilson (teljes nevén Theodore Shaw Wilson) (Austin, Texas, 1912. november 24. – New Britain, Connecticut, 1986. július 31.) amerikai dzsesszzongorista.

## Pályakép
A dzsessztörténet legnagyobb neveivel muzsikált, így Louis Armstrong, Lena Horne, Benny Goodman, Billie Holiday, Ella Fitzgerald partnere is volt. Az első feketék egyike volt, akik fehér zenészekkel közösen léptek színpadra. 1935-ben csatlakozott a Benny Goodman Trióhoz, melyet Goodman mellett Wilson és Gene Krupa alkotott. Ez később a Benny Goodman Quartetre bővült Lionel Hamptonnal.
Az 1920-as évek végétől az 1980-as évekig aktív volt szólistaként és együttesekben is.

## Lemezek
- 1944: Teddy Wilson Sextet (The Onyx Club New York Original Live Recordings)
- 1949: Teddy Wilson Featuring Billie Holiday
- 1952: Runnin' Wild (MGM)
- 1952: Just A Mood – Teddy Wilson Quartet Starring Harry James & Red Norvo
- 1955: The Creative Teddy Wilson (Norgran)
- 1956: Pres and Teddy (Lester Younggal)
- 1956: I Got Rhythm
- 1956: The Impeccable Mr. Wilson
- 1956: These Tunes Remind Me of You
- 1957: The Teddy Wilson Trio & Gerry Mulligan Quartet with Bob Brookmeyer at Newport
- 1957: The Touch of Teddy Wilson
- 1959: Mr. Wilson and Mr. Gershwin
- 1959: Gypsy in Jazz
- 1959: And Then They Wrote...
- 1963: Teddy Wilson 1964
- 1967: Moonglow
- 1968: The Noble Art of Teddy Wilson
- 1972: With Billie in Mind
- 1973: Runnin' Wild
- 1976: Live at Santa Tecla
- 1980: Teddy Wilson Trio Revisits the Goodman Years
- 1990: Air Mail Special